# Teenage Dream (singolo)
Teenage Dream è un singolo della cantautrice statunitense Katy Perry, pubblicato il 23 luglio 2010 come secondo estratto dall'album omonimo. Il brano è stato scritto da Katy Perry, Bonnie McKee, Benjamin Levin, Max Martin e Lukasz Gottwald e prodotto da Max Martin, Dr. Luke e Benny Blanco.
Il singolo ha riscosso un grandissimo successo in Canada, Stati Uniti e Australia, assicurandosi anche l'ingresso nelle classifiche di altre nazioni. In un'intervista con MTV Katy Perry ha affermato che si sarebbe esibita con Teenage Dream durante i Teen Choice Awards il 9 agosto 2010. Ha spiegato che "i Teen Choice Awards sono un ottimo posto perché molti giovani si innamoreranno di questa canzone". Teenage Dream è il 17° singolo più venduto negli Stati Uniti nel 2010.
Teenage Dream è stata nominata al Grammy Award per la Miglior esecuzione pop femminile.

## Antefatti
Katy Perry e Bonnie McKee s'incontrarono per la prima volta nel 2004. Le due scoprirono di condividere fin dall'inizio una forte passione per la mentalità di un'adolescente. Si misero al lavoro ed esplorarono la tematica quasi subito, nei loro primi prodotti musicali: Katy Perry in One of the Boys, nel quale toccò il sentimento suscitato dalla scoperta che un ragazzo può essere molto più di un amico, e Bonnie McKee in Trouble.

## Descrizione

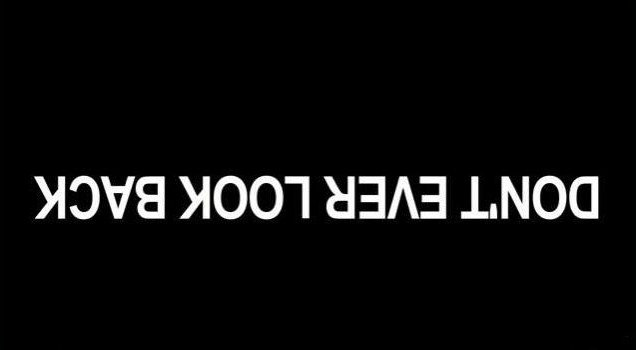
Screenshot del video-testo ufficiale del brano

Teenage Dream è un brano Power pop midtempo dalle sonorità retro che incorpora alcuni elementi di Elettropop. Il pezzo si apre con la voce innocente e vulnerabile di Katy Perry che, a tonalità molto alte, si espande su una base musicale molto serena. Il canto prosegue con un ritmo piuttosto lento, sino a diventare più forte ed impressivo in prossimità del ritornello, "fornendo una corrispondenza musicale alla forza del legame sentimentale che viene descritto" secondo le parole di Bill Lamb di About.com.

## Video musicale
Il videoclip, diretto da Yoann Lemoine, è stato girato a Santa Barbara, in California. Katy Perry elaborò la trama sul set insieme agli autori del testo. In una foto la cantante è seduta sulla sabbia e guarda un ragazzo (interpretato da Josh Kloss), mentre in altre lo bacia nella piscina di un hotel. Alcune scene del video sono state pubblicate il 26 luglio 2010. È apparso su MTV negli Stati Uniti per la prima volta il 10 agosto 2010.
Si discosta notevolmente dal video del precedente singolo per il minor uso di colori intensi, a favore di tonalità più fredde e vivide. Si apre su un'autostrada che costeggia una distesa di mare. Katy Perry ha accolto un'intervista in rete, trasmessa da YouTube, e ha parlato del suo nuovo video musicale. Si è espressa: «È completamente diverso da California Gurls. Con Teenage Dream, emergerà un [aspetto] molto naturale, quasi vulnerabile... Ho dovuto truccarmi pochissimo. Ho dovuto farlo con un ragazzo che sembrava molto traumatizzato, ma con cui mi sono rivelata molto amichevole. Avrei voluto che venisse tagliata, pensavo "Oh! Non posso farlo!", mi sentivo mostruosa. Ma so bene che è lavoro». Il video di Teenage Dream ha fruttato a Katy una nomination agli MTV Video Music Awards del 2011 nella categoria Best Cinematography.
Il video ha ottenuto la certificazione Vevo.

## Tracce
Download digitale
1. Teenage Dream – 3:47
2. Teenage Dream (Kaskade Club Remix) – 5:27
3. Teenage Dream (Dave Audé Radio) – 3:57

CD singolo
1. Teenage Dream – 3:47
2. Teenage Dream (Versione strumentale) – 3:47

EP remix
1. Teenage Dream (Vandalism Le Pop Mix) – 3:54
2. Teenage Dream (Vandalism V8 Vocal Remix) – 7:04
3. Teenage Dream (Manhattan Clique Remix) – 6:40

## Accoglienza
Bill Lamb di About.com ha scritto che Teenage Dream «per le sue sonorità e il sentimento descritto, si rivela una classica e immediata canzone d'amore» e probabilmente «la più universalmente toccante canzone d'amore pubblicata nel 2010».

## Successo commerciale

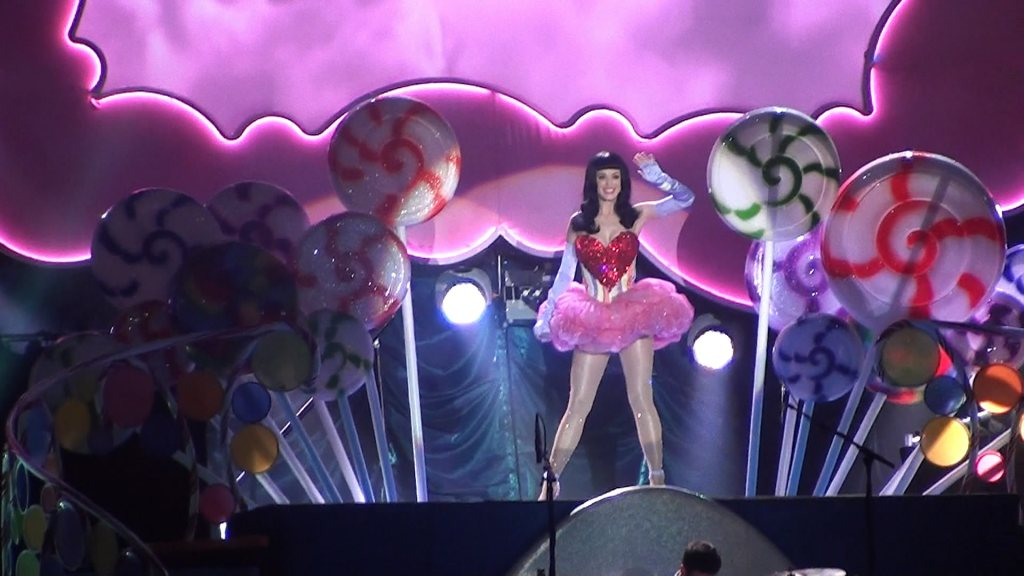
Katy Perry esibisce il singolo Teenage Dream al California Dreams Tour

Teenage Dream ha fatto il suo debutto alla ventesima posizione nella classifica americana il 7 agosto 2010, affermandosi come singolo d'esordio salito più in alto in classifica in quella settimana. È inoltre entrato all'undicesima posizione nella classifica delle vendite digitali con 84.000 download e alla settantacinquesima posizione in quella radiofonica. Secondo la Nielsen Broadcast Data Systems, il brano Teenage Dream ha stabilito un record, essendo stato aggiunto in 64 stazioni radiofoniche e avendo avuto più di 14.900.000 ascoltatori in totale. Ha inoltre fatto il suo debutto alla ventesima posizione della classifica canadese. La settimana successiva il singolo ha venduto 183.000 copie negli Stati Uniti, il 119% in più rispetto alla settimana precedente, ed è salito alla settima posizione della classifica americana. Durante la sua quinta settimana nella classifica statunitense, Teenage Dream è salita alla seconda posizione della classifica digitale vendendo 209.000 copie (il 13% in più rispetto alle vendite della settimana precedente). Il singolo ha infine raggiunto la vetta della classifica digitale con 259.000 copie vendute (il 24% in più) affiancato alla pubblicazione dell'album. Ha mantenuto la prima posizione in tale classifica per un'altra settimana, vendendo altre 221.000 copie (il 15% in meno). Nella stessa settimana ha inoltre raggiunto la vetta della classifica dei singoli statunitense. Nel Regno Unito ha debuttato alla seconda posizione vendendo circa 86.000 copie.

## Cover
Il gruppo dei Beelzebubs, dalle sonorità a cappella e interamente maschile, ha riprodotto una cover del brano, poi inserita in un episodio del fortunatissimo telefilm americano Glee. Darren Criss, che nell'episodio riveste il ruolo di Blaine, ha cantato come voce solista. L'altissimo share dell'episodio, andato in onda il 9 novembre 2010 negli Stati Uniti, ha spinto il lancio del singolo sul mercato internazionale, accreditato al tradizionale Glee cast e quindi incluso nella quinta colonna sonora, Glee: The Music, Volume 4, in uscita il 26 novembre 2010. Il brano ha venduto oltre 55,000 copie su iTunes Store, infrangendo il numero di copie vendute in un solo giorno poco tempo prima con Empire State of Mind. Vendute oltre 214,000 copie in appena una settimana, il brano segna il suo esordio all'ottava posizione nella Billboard Hot 100, ribaltando Don't Stop Believin' per il primato di brano Glee più venduto nella primissima settimana dalla messa in commercio.
Nell'ottobre del 2012 la canzone è stata eseguita nuovamente in un episodio della quarta stagione di Glee eseguita sempre dal personaggio di Darren Criss ma questa volta in chiave acustica arrangiata soltanto al pianoforte.

## Classifiche

### Classifiche settimanali
| Classifiche (2010)  | Posizione massima |
| ------------------- | ----------------- |
| Australia           | 2                 |
| Austria             | 2                 |
| Belgio (Fiandre)    | 14                |
| Belgio (Vallonia)   | 15                |
| Canada              | 2                 |
| Danimarca           | 13                |
| Estonia             | 1                 |
| Europa              | 5                 |
| Finlandia           | 14                |
| Francia             | 75                |
| Germania            | 6                 |
| Giappone            | 19                |
| Irlanda             | 1                 |
| Italia              | 9                 |
| Lussemburgo         | 3                 |
| Nuova Zelanda       | 1                 |
| Paesi Bassi         | 17                |
| Polonia             | 5                 |
| Regno Unito         | 2                 |
| Repubblica Ceca     | 9                 |
| Slovacchia          | 1                 |
| Stati Uniti         | 1                 |
| Stati Uniti (Pop)   | 1                 |
| Stati Uniti (Dance) | 1                 |
| Spagna              | 48                |
| Svezia              | 21                |
| Svizzera            | 8                 |
| Ungheria            | 22                |

### Classifiche annuali
| Classifica (2010) | Posizione |
| ----------------- | --------- |
| Australia         | 9         |
| Italia            | 67        |
| Stati Uniti       | 17        |
| Classifica (2011) | Posizione |
| Canada            | 61        |
| Stati Uniti       | 75        |

## Date di pubblicazione
| Paese       | Data           | Formato           |
| ----------- | -------------- | ----------------- |
| Stati Uniti | 23 luglio 2010 | Download digitale |
| Canada      | 23 luglio 2010 | Download digitale |
| Germania    | 28 luglio 2010 | Download digitale |
| Germania    | 27 agosto 2010 | CD                |
| Regno Unito | 29 agosto 2010 | Download digitale |